# دان فورد
دان فورد (بالإنجليزية: Dan Ford)‏ هو لاعب كرة قاعدة أمريكي، ولد في 19 مايو 1952 في لوس أنجلوس في الولايات المتحدة.

## وصلات خارجية
- دان فورد على موقع دوري كرة القاعدة الرئيسي (الإنجليزية)
- دان فورد على موقعبيزبول رفرنس.كوم (الدوري الرئيسي) (الإنجليزية)
- دان فورد على موقعبيزبول رفرنس.كوم (الدوري الثانوي) (الإنجليزية)
- دان فورد على موقع مشجعي الرسوم البيانية (الإنجليزية)